# The Avalanche (film)

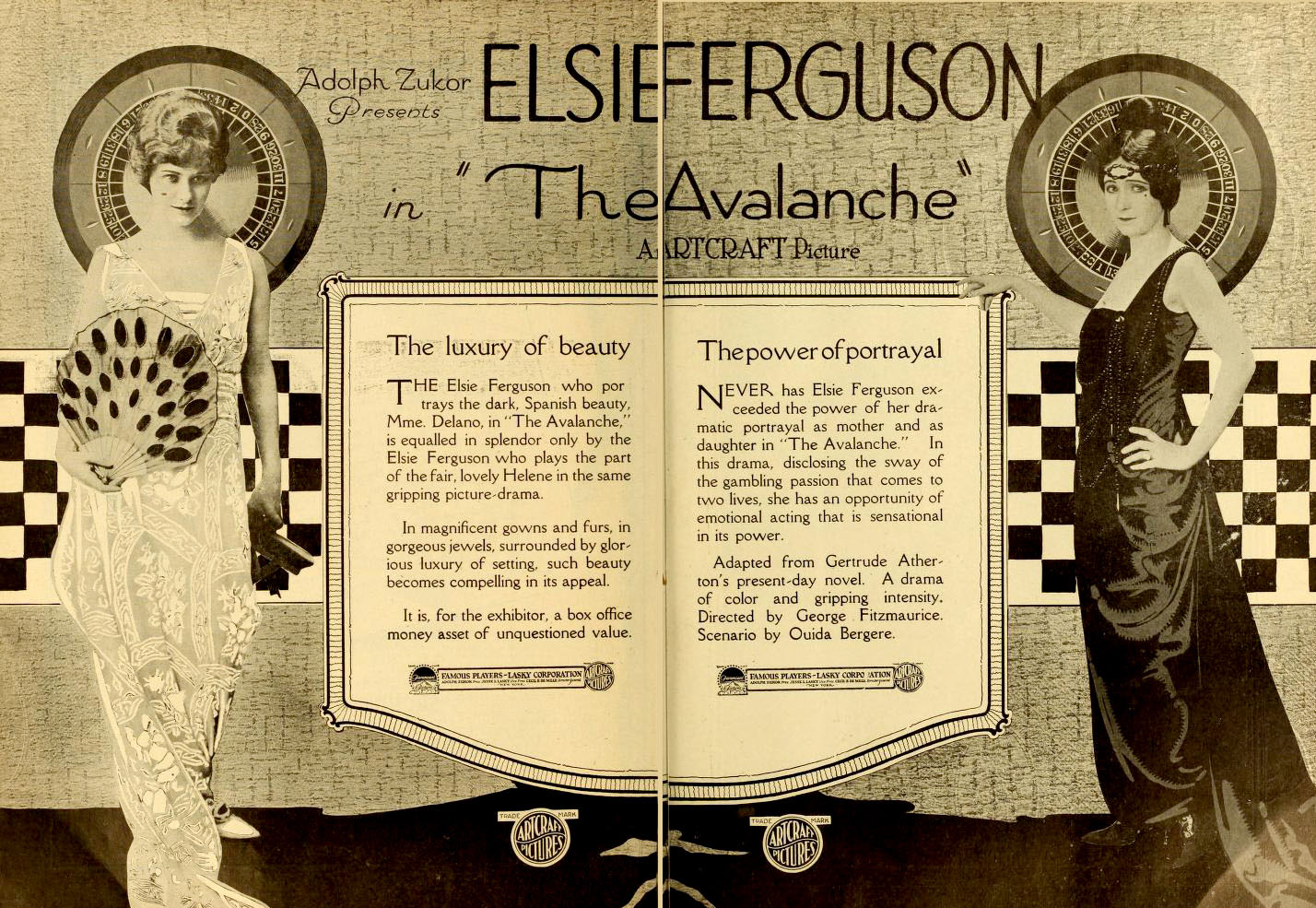
Publicité pour le film dans le magazine Moving Picture World de juin 1919.

Pour les articles homonymes, voir Avalanche (homonymie).
Ne doit pas être confondu avec The Avalanche.
The Avalanche est un film américain réalisé par George Fitzmaurice, sorti en 1919.

## Fiche technique
- Réalisation : George Fitzmaurice
- Scénario : Ouida Bergere , d'après The Avalanche: A Mystery Story de Gertrude Atherton
- Producteurs : Adolph Zukor, Jesse L. Lasky
- Photographie : Arthur C. Miller
- Production : Famous Players-Lasky / Artcraft
- Distributeur : Paramount Pictures
- Durée : 50 minutes (5 bobines)
- Date de sortie : 22 juin 1919

## Distribution

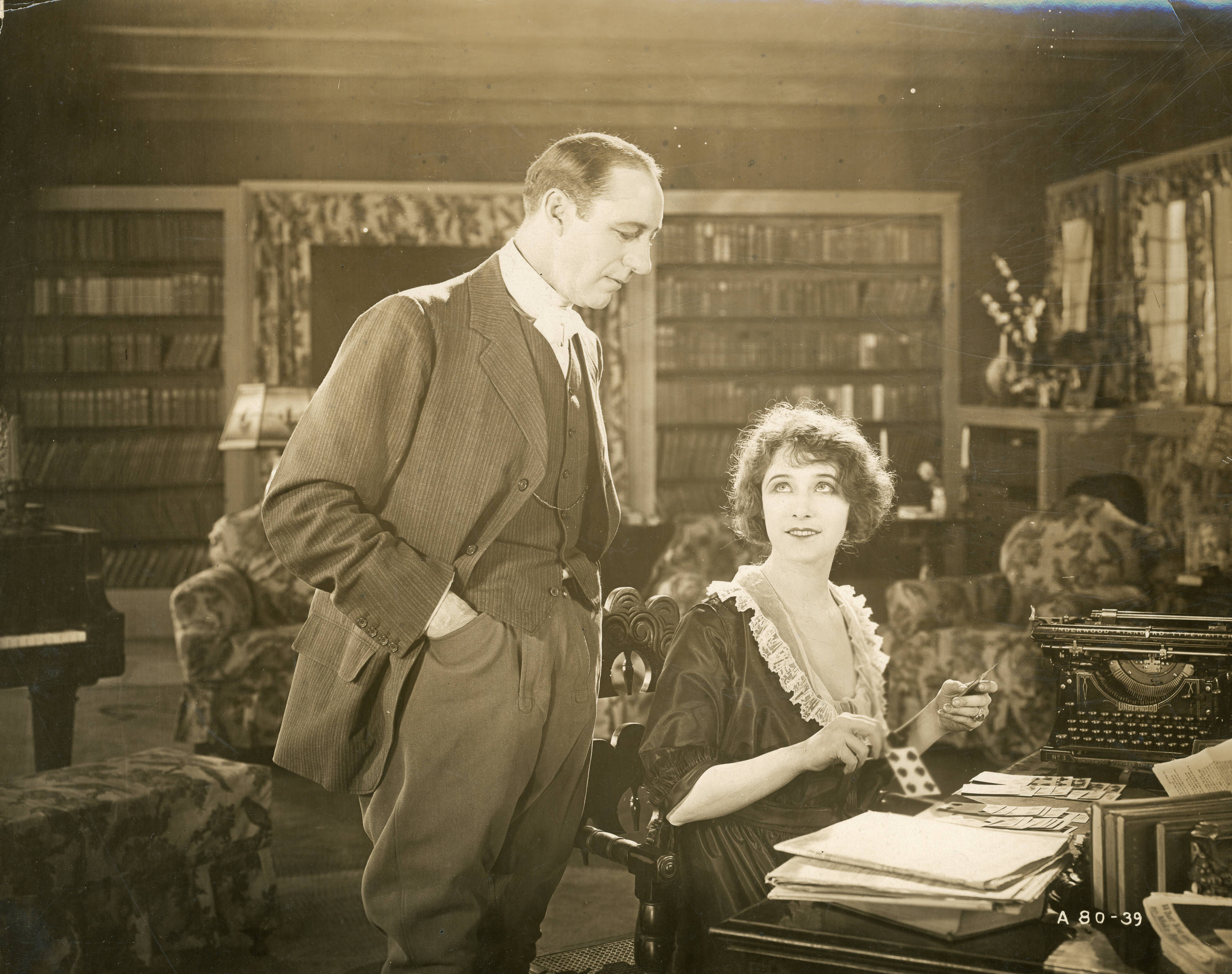
Une scène du film, avec Elsie Ferguson.

- Elsie Ferguson : Chichita, Madame Delano, Helene
- Lumsden Hare : Price Ruyler
- Zeffie Tilbury : Mrs Ruyler
- Fred Esmelton : John Harvey
- William Roselle : Ferdie Derenforth
- Grace Field : Sybil Price
- Warner Oland : Nick Delano
- Harry Wise
- George Dupre
- William T. Carleton (non crédité)